# Star Academy 3 (Francja)
Star Academy 3 to trzecia edycja francuskiego show Star Academy. Trwała od 30 sierpnia do 20 grudnia 2003 roku. Po raz kolejny 16 uczestników zostało zamkniętych w akademii mieszczącej się z zamku Château des Vives Eaux w podparyskim Dammarie-lès-Lys. Dyrektorem akademii została Nathalie André. Prezenterem nadal jest Nikos Aliagas. Parrain został Elton John. Zwyciężyła 21-letnia Élodie Frégé, w finale pokonując Polaka, Michała Kwiatkowskiego.

## Lista uczestników
- Amina El-Bennouni
- Anne Thibault
- Édouard Algayon
- Élodie Frégé
- Icaro Da Silva
- Lukas Delcourt
- Marjorie Condoris
- Michał Kwiatkowski
- Michaël Sapience
- Anne Morganne Tilloy
- Patxi Garat
- Pierre Bouley
- Romain Billiard
- Sofia Essaïdi
- Stéphanie Dalmasso
- Valérie Deniz de Boccard

## Przebieg sezonu (nominacje i eliminacje
Uczestnik eliminowany zaznaczony jest przekreśleniem, uratowany przez widzów- kursywą, uratowany przez uczestników nie jest zaznaczony.
- brak nominacji po pierwszym tygodniu
- Mickaël / Anne / Icaro
- Lukas / Valérie / Mickaël
- Romain / Amina / Marjorie
- Édouard / Lukas / Valérie
- dyscyplinarne nominowanie Lukasa, który podsłuchał rozmowę profesorów, dotyczącą przyszłych nominacji. Nie odpadł dzięki głosom widzów
- Stéphanie / Édouard / Anne
- Lukas / Romain / Édouard
- Odcinek specjalny: Lukas / Patxi / Romain / Amina / Stéphanie
- Lukas / Pierre / Romain
- dobrowolne odejście Pierre’a
- Élodie / Lukas
- Patxi/ Morganne
- Półfinał mężczyzn: Michał / Patxi
- Półfinał kobiet: Élodie / Sofia
- Finał: Élodie (51%) / Michał (49%)

W specjalnym tournée wzięli udział: Élodie, Michal, Sofia, Patxi, Morganne, Lukas, Pierre, Romain i Édouard.

## Zaproszeni artyści
- Pierre Perret
- Pascal Obispo
- Hélène Segara
- Laura Pausini
- Lara Fabian
- Johnny Hallyday
- Doc Gynéco
- Diam’s
- L5
- Sacha Distel
- Chimène Badi
- Sting
- Jacques Dutronc
- Michel Sardou
- Alizée
- Raphaël
- Lorie
- Dannii Minogue
- DJ BoBo
- Garou
- Julie Zenatti
- Elton John